# نیکون کولپیکس ۴۶۰۰
نیکون کولپیکس ۴۶۰۰ (به انگلیسی: Nikon Coolpix 4600) یک دوربین عکاسی کامپکت ساخت شرکت نیکون است.